# Pro re nata
Pro re nata es una frase en latín que literalmente significa ‘por la cosa nacida’.
Su acrónimo, PRN, se usa en medicina para indicar «a discreción», «como se requiera» o «a demanda». PRN se refiere pues a la administración de medicación a criterio del cuidador (por ejemplo, del personal de enfermería) o a solicitud del paciente, en vez de un horario prefijado.
PRN no significa que el paciente pueda tomar cuanta medicina desee, sino que la dosis prescrita se podrá administrar cuando se la solicite. Así pues, generalmente se prescriben como PRN medicamentos tales como analgésicos, antieméticos, vasoactivos...
En algunos centros hospitalarios, PRN se utiliza como acrónimo de «por razón necesaria».